# پرستون، دورست

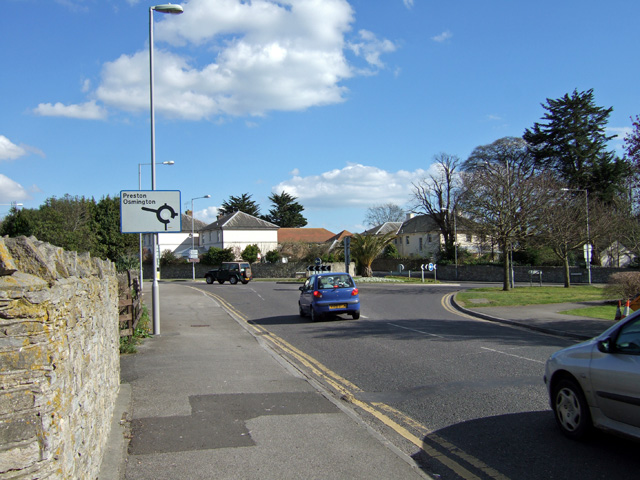

پرستون، دورست (انگلیسی: Preston, Dorset) یک روستای کوچک در ناحیه دورست، انگلستان است.